# Rami Anis
Rami Anis (in arabo رامي أنيس‎?; Aleppo, 8 marzo 1991) è un nuotatore siriano, fuggito dal proprio Paese nel 2011 a causa della guerra civile. Dal 2015 è rifugiato politico in Belgio.

## Biografia
Rappresentò la Siria ai mondiali di Roma 2009 dove è stato eliminato in batteria nei 50 metri farfalla.
Ai mondiali di Shanghai 2011 si è classificato quarantunesimo nei 50 metri farfalla e quarantaseiesimo nei 100 metri farfalla.
Con lo scoppio della Guerra civile siriana, nel 2011 fuggì dalla propria città natale e si recò ad Istanbul in Turchia, dal fratello, dove si allenò per il Galatasaray. In cerca di una possibilità di mettersi alla prova, lasciò la Turchia a bordo di un gommone e si diresse verso l'isola greca di Samos. Infine, raggiunse il Belgio, che nel dicembre 2015 gli concesse l'asilo politico. Da allora, si allena al Royal Ghent Swimming Club e la sua preparazione è curata da Carine Verbauwen.
Nel 2016, partecipò ai Giochi olimpici estivi di Rio de Janeiro 2016 come componente della squadra degli Atleti Olimpici Rifugiati, prima volta nella storia in gara all'Olimpiade, sotto l'egida dell'Alto commissariato delle Nazioni Unite per i rifugiati (UNHCR). Ha ottenuto il 56º posto nei 100 metri stile libero e il 40º nei 100 metri farfalla.